# قرار مجلس الأمن التابع للأمم المتحدة رقم 1064
قرار مجلس الأمن التابع للأمم المتحدة رقم 1064، المتخذ بالإجماع في 11 يوليو 1996، بعد إعادة التأكيد على القرار 696 (1991) وجميع القرارات اللاحقة بشأن أنغولا، ناقش المجلس عملية السلام، ومدد ولاية بعثة الأمم المتحدة الثالثة للتحقق في أنغولا حتى 11 أكتوبر 1996.
وشدد مجلس الأمن على أهمية التنفيذ السريع لاتفاقيات السلام المختلفة، بما في ذلك بروتوكول لوساكا، بين الحكومة الأنغولية ويونيتا. وقد تم إحراز تقدم في الآونة الأخيرة، ولكن وتيرة التنفيذ العامة كانت بطيئة. وقد اكتملت المباحثات بشأن تشكيل وحدة عسكرية بنجاح، كما تم الاتفاق على تشكيل حكومة الوحدة. إن احترام حقوق الإنسان وتجريد المجتمع الأنغولي من السلاح أمر مهم، كما أن انتعاش الاقتصاد الأنغولي ضروري لتحقيق السلام الدائم.
تم الإشادة بالطرفين لاتفاق الإطار العسكري وبداية دمج قوات يونيتا في الجيش الأنغولي. وعملوا أيضاً على إزالة نقاط التفتيش، وإعادة فتح الطرق الرئيسية، وإيواء 52,000 من جنود يونيتا، وهو ما رحب به المجلس. وطُلب من يونيتا نقل أسلحتها وذخائرها إلى بعثة الأمم المتحدة الثالثة للتحقق في أنغولا. وأصدرت الحكومة الأنغولية قانون عفو وبدأ برنامج نزع سلاح المدنيين.
حدث انخفاض في الدعاية العدائية وتم تذكير جميع الأطراف بوقف نشر مثل هذه المعلومات. كما أدان القرار استخدام المرتزقة، وطلب من الأمين العام بطرس بطرس غالي تقديم تقرير بحلول 1 أكتوبر 1996، بشأن تنفيذ القرار الحالي.

## روابط خارجية
- نص القرار في undocs.org